# Krzysztof Duniewski
Krzysztof Marek Duniewski (ur. 24 sierpnia 1951 w Świdnicy, zm. 12 czerwca 2020 tamże) – polski samorządowiec, w latach 1991–1994 prezydent Świdnicy.

## Życiorys
Syn Ryszarda i Lidii. Absolwent technikum mechanicznego w Świdnicy z 1970. Pracował jako naczelnik Wydziału Gospodarki Komunalnej i Komunikacji Urzędu Miejskiego. W 1990 wybrany do rady miejskiej Świdnicy z listy Komitetu Obywatelskiego „Solidarności”, zasiadł na fotelu jej wiceprzewodniczącego. 11 października 1991 objął stanowisko prezydenta Świdnicy, zajmował je do końca kadencji w 1994.
Zmarł w wieku 69 lat. 19 czerwca 2020 pochowano go na cmentarzu komunalnym przy ul. Waleriana Łukasińskiego w Świdnicy. W 2015 wyróżniony okolicznościową odznaką z okazji 25-lecia świdnickiego samorządu.